# SMS Schwaben
El SMS Schwaben fue el cuarto buque de la clase de acorazados pre-dreadnought Wittelsbach de la Armada Imperial alemana. Su epónimo hace referencia a la histórica región de Suabia, del que es heredero la región administrativa de Suabia, dentro del actual estado federado de Baviera.

## Construcción
Fue construido en los astilleros Kaiserliche Werft de Wilhelmshaven. Fue puesto en grada en septiembre de 1900, botado el 19 de agosto de 1901 y asignado a la Kaiserliche Marine el 13 de abril de 1904, con un coste total de 21 678 000 marcos alemanes de oro.

## Historial de servicio
Al inicio de la Primera Guerra Mundial, el Schwaben sirvió junto con sus gemelos en la IV escuadra de combate, la cual tenía la misión de proteger las costas del mar Báltico.
A finales de 1915, la creciente amenaza de los submarinos británicos en el Báltico convenció a la armada alemana de retirar del servicio activo los viejos buques de la clase Wittelsbach. El 20 de noviembre, el Schwaben zarpó hacia Wilhelmshaven, donde reemplazó al Kaiser Karl der Grosse como buque escuela para ingenieros de la armada, función que desempeñó durante el resto de la guerra. Tras la Batalla de Jutlandia, del 31 de mayo al 1 de junio de 1916, en la que el Schwaben no participó, el contralmirante Franz von Hipper, comandante de la escuadra de cruceros de batalla alemanes, envió sus cuatro cruceros de batalla supervivientes a atracar para efectuar reparaciones. Hipper nombró al Schwaben, estacionado en Wilhelmshaven, su buque de mando temporal mientras su fuerza estaba en tareas de mantenimiento. En 1916, el Schwaben fue parcialmente desarmado; se le retiraron los cuatro cañones de 240 mm, su batería de cañones de 150 mm se redujo a seis armas y solo quedaron cuatro cañones de 88 mm a bordo.

## Servicio en posguerra
El barco fue retenido brevemente por la Reichsmarine después de la guerra, y fue reactivado para el servicio el 1 de agosto de 1919. Según los artículos 182 y 193 del Tratado de Versalles, Alemania estaba obligada a mantener suficientes buques en servicio para retirar minas de grandes áreas en los mares del Norte y Báltico. Por lo tanto, el Schwaben se convirtió en un buque nodriza para dragaminas tipo "F" para ayudar a cumplir con las obligaciones del tratado con Alemania, lo que implicó la eliminación de su armamento restante y la construcción de plataformas para albergar a los dragaminas. Fue asignado a la 6.ª Media Flotilla de Barrido de Minas del Báltico, aunque esta capacidad no duró mucho, ya que el trabajo de remoción de minas se completó el 19 de junio de 1920. El viejo acorazado fue dado de baja del registro naval el 8 de marzo de 1921, el mismo día que su gemelo SMS Wittelsbach. Fue vendido por 3 090 000 marcos y desguazado ese mismo año en Kiel-Nordmole.